# 熊朝濱
熊朝濱，字渭泉，贵州黔西人，清末官员，同進士出身。
光緒二十九年（1903年）癸卯科進士，三甲三十四名，同年閏五月，以主事分部学习。授刑部陝西司主事，改四川天全知州。